# I Can See Your House from Here (Camel)
I Can See Your House from Here è il settimo album in studio del gruppo rock progressivo britannico Camel, pubblicato nel 1979.

## Tracce
Side 1
1. Wait – 5:02
2. Your Love Is Stranger Than Mine – 3:26
3. Eye of the Storm – 3:52
4. Who We Are – 7:52

Side 2
1. Survival – 1:12
2. Hymn to Her – 5:37
3. Neon Magic – 4:39
4. Remote Romance – 4:07
5. Ice – 10:17

## Formazione

### Gruppo
- Andrew Latimer – chitarra, flauto, autoharp, cori, voce
- Colin Bass – basso, cori, voce
- Kit Watkins – organo Hammond, sintetizzatore, piano, piano Rhodes, clavinet, minimoog, flauto
- Jan Schelhaas – tastiera, piano
- Andy Ward – batteria, percussioni

### Altri musicisti
- Mel Collins – sassofono
- Phil Collins – percussioni
- Rupert Hine – cori
- Simon Jeffes – arrangiamenti orchestrali

## Classifiche
| Classifica (2021) | Posizione massima |
| ----------------- | ----------------- |
| Grecia            | 73                |